# Golfinho-cabeça-de-melão
O golfinho-cabeça-de-melão (Peponocephala electra) é um mamífero cetáceo, da família dos delfinídeos, que é encontrada em águas tropicais e subtropicais de todo o mundo. Essa espécie possui focinho arredondado, sem bico definido e corpo negro com manchas no ventre e ao redor da boca.

## Taxonomia
O golfinho-cabeça-de-melão é o único membro do gênero Peponocephala. Registrado pela primeira vez a partir de um espécime coletado no Havaí em 1841, a espécie foi originalmente descrita como membro da família dos golfinhos e denominada Lagenorhynchus electra por John Edward Gray em 1846. O golfinho-cabeça-de-melão foi posteriormente determinado como sendo suficientemente distinta de outras espécies de Lagenorhynchus para receber seu próprio gênero. Membro da subfamília Globicephalinae, os golfinho-cabeça-de-melão estão estão intimamente relacionados às baleias-piloto de nadadeiras curtas e de nadadeiras longas (Globicephala melas e G. macrorhynchus, respectivamente) e à orca-pigmeia (Feresa attenuata). Coletivamente, essas espécies (incluindo as orcas Orcinus orca e as falsas-orcas Pseudorca crassidens) são conhecidas pelo nome comum em inglês de "blackfish" (peixe negro).

## Descrição
Os golfinhos-cabeça-de-melão têm uma cabeça cônica e afilada (forma triangular quando vista de cima) sem bico discernível e uma barbatana dorsal falcada (em forma de foice) relativamente alta localizada perto do meio do de volta. A coloração do corpo é cinza-carvão a cinza-escuro. Uma 'máscara' de rosto escuro se estende ao redor do olho até a frente do melão e animais maiores têm lábios esbranquiçados. As baleias com cabeça de melão têm uma capa dorsal escura que começa estreitamente na frente da cabeça e desce em um ângulo íngreme abaixo da barbatana dorsal. A fronteira entre a capa mais escura e a coloração nos flancos é freqüentemente tênue ou difusa. A máscara e a capa dorsal costumam ser visíveis apenas em boas condições de iluminação. Em comparação com as fêmeas, os machos adultos têm cabeças mais arredondadas, nadadeiras mais longas, nadadeiras dorsais mais altas, asas da cauda mais largas e alguns têm uma quilha ventral pronunciada posterior ao ânus.
Os golfinhos-cabeça-de-melão crescem até 2,75 metros de comprimento e podem pesar até 225 quilos, sendo os machos adultos ligeiramente maiores que as fêmeas. O comprimento ao nascer é de aproximadamente 1 metro . Os golfinhos cabeça-de-melão amadurecem fisicamente aos 13-15 anos e vivem até 45 anos.

### Espécies semelhantes
No mar, os golfinhos-cabeça-de-melão podem ser confundidas com as orcas-pigmeias, que são muito semelhantes em aparência e compartilham habitat e distribuição quase idênticos. O formato da cabeça, nadadeiras e capa dorsal podem ser recursos diagnósticos úteis. Os golfinhos-cabeça-de-melão têm nadadeiras com pontas agudas, enquanto as orcas-pigmeias têm pontas de nadadeiras arredondadas e, vistas de cima, a forma da cabeça é mais triangular do que a cabeça arredondada da orca-pigmeia. A capa dorsal dos golfinhos-cabeça-de-melão é arredondada e mergulha muito mais abaixo da barbatana dorsal do que a das orcas-pigmeias, que tem uma angulação menos aguda e é mais nitidamente demarcada na cor entre a capa escura e os flancos mais claros. Embora ambas as espécies tenham branco ao redor da boca, nas orcas-pigmeias adultas isso pode se estender para o rosto.
Muitas dessas características são difíceis de distinguir em condições desafiadoras de mar e/ou iluminação, e o comportamento costuma ser uma ajuda útil para a identificação. As orcas-pimeias se movem mais lentamente (embora os golfinhos-cabeça-de-melão freqüentemente se mantenham imóveis na superfície) e geralmente são encontradas em grupos muito menores do que os golfinhos-cabeça-de-melão. Grandes grupos (mais de 100) são mais prováveis de se constituirem por golfinhos-cabeça-de-melão. À distância, os golfinhos-cabeça-de-melão também podem ser confundidas com as falsas-orcas (Pseudorca crassidens), mas o tamanho muito maior das falsas orcas (de 5-6 metros de comprimentoquando adultas), seus corpos esguios e barbatanas dorsais relativamente menores devem distingui-las dos golfinhos-cabeça-de-melãoo.
Indivíduos encalhados podem ser facilmente identificados pelo número de dentes: os golfinhos-cabeça-de-melão têm 20-25 pares de dentes delgados (mais semelhantes aos dentes de golfinhos menores do que outros blackfish) nas mandíbulas superior e inferior, em contraste com os  8–13 pares de dentes robustos nas mandíbulas superior e inferior das orcas-pigmeias.

## Alcance e distribuição geográfica

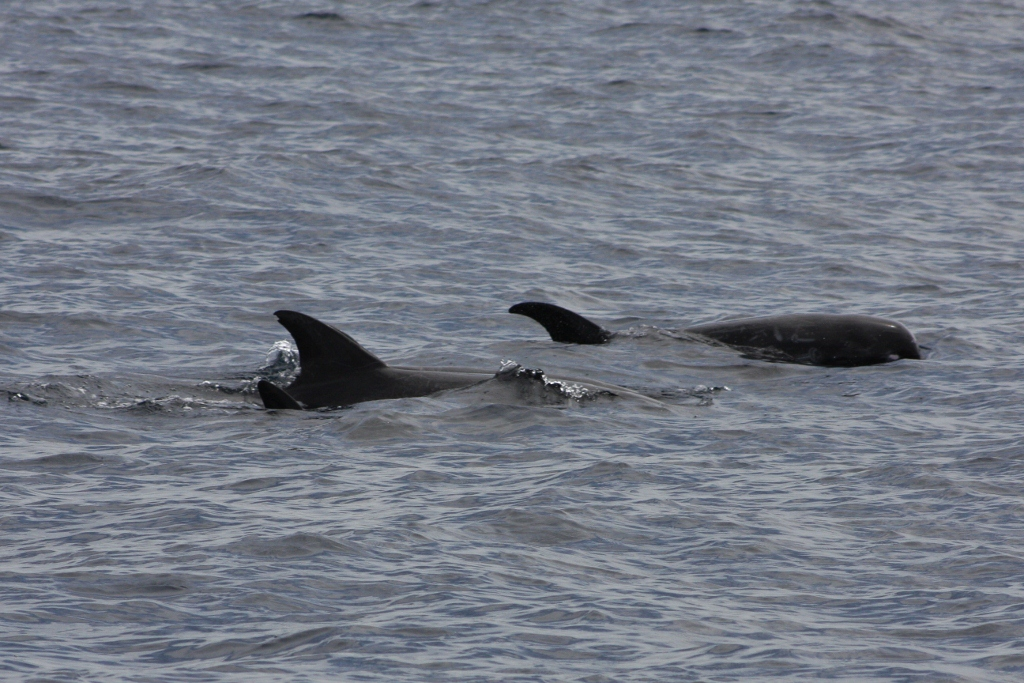
Um grupo no Mar de Bohol, entre a Ilha Balicasag e a Praia Alona

Os golfinhos-cabeça-de-melão ocorrem em águas oceânicas tropicais/subtropicais profundas, entre 40° N e 35° S. Embora considerada uma espécie pelágica offshore, em algumas regiões existem populações associadas a ilhas (por exemplo, Havaí) e podem ser encontradas perto da costa associadas a ilhas oceânicas e arquipélagos, como Palmyra e as Filipinas. Avistamentos ou encalhes nos extremos de seu alcance estão provavelmente associados a extensões de correntes quentes.

## Comportamento
Os golfinhos-cabeça-de-melão alimentam-se principalmente de lulas pelágicas e mesopelágicas e de pequenos peixes. Crustáceos (camarões) também foram relatados a partir do conteúdo estomacal desses animais. As espécies de lulas e peixes mesopelágicos exibem comportamento de migração vertical diária, habitando profundidades maiores durante o dia e movendo-se centenas de metros para profundidades mais rasas após o anoitecer para se alimentar de plâncton. Os golfinhos-cabeça-de-melão se alimentam à noite, quando suas presas estão nos 400 metros superiores da coluna de água. Nas ilhas havaianas, os indivíduos equipados com equipamentos que detectam profundidade fizeram mergulhos noturnos em busca de alimentos que tinham um alcance médio de 219.5-247.5 metros, com uma profundidade máxima de mergulho de 471,5 metros.

### Social
Os golfinhos-cabeça-de-melão são uma espécie altamente social e geralmente viajam em grandes grupos de 100 a 500 indivíduos, com avistamentos ocasionais de comunedades de até 1000 a 2000. Grandes grupos parecem consistir em subgrupos menores que se agregam em grupos maiores. Dados de encalhes em massa no Japão sugerem que os golfinhos-cabeça-de-melão podem ter uma estrutura social matrilinear (ou seja, relacionadas por meio de parentes/grupos femininos organizados em torno de uma fêmea mais velha e seus parentes); a proporção sexual tendenciosa (maior número de fêmeas) dos grupos encalhados sugere que os machos maduros podem se mover entre os grupos. Enquanto os golfinhos-cabeça-de-melãoo se associam em grandes grupos (uma característica comum entre os golfinhos oceânicos, em contraste com os grupos menores de outras espécies de blackfish), sua estrutura social pode ser mais estável e intermediária entre os blackfish maiores (baleias-piloto, orcas e falsas-orcas) e golfinhos oceânicos menores. No entanto, estudos genéticos de baleias com golfinhos-cabeça-de-melão nas bacias dos oceanos Pacífico, Índico e Atlântico sugerem que existe um nível relativamente alto de conectividade (cruzamento) entre as populações. Isso indica que os golfinhos-cabeça-de-melão podem não mostrar grande fidelidade ao seu grupo natal (o grupo no qual o indivíduo nasceu) e que há taxas mais altas de movimento de indivíduos entre as populações do que em outras espécies de Iblackfish. Grupos maiores podem aumentar a competição por recursos de presas, exigindo grandes áreas de vida e movimentos de forrageamento em larga escala.
As observações dos padrões de atividade diária dos golfinhos-cabeça-de-melão perto de ilhas oceânicas sugerem que elas passam as manhãs descansando ou explorando águas próximas à superfície após forragearem à noite. A atividade de superfície (como tapas com a cauda e spyhopping) e vocalizações associadas à socialização (assobios de comunicação, em vez de cliques de ecolocalização usados para forrageio) aumentam durante as tardes. O padrão diário de comportamento observado em populações associadas a ilhas, combinado com os grupos maiores de baleias golfinhos-cabeça-de-melão (em comparação com o tipicamente visto em outras espécies de blackfish) é mais semelhante à estrutura social de fusão-fissão dos golfinhos-rotadores(Stenella longirostris)  Essas características comportamentais podem estar relacionadas à prevenção da predação (grupos maiores oferecem alguma proteção contra grandes tubarões oceânicos) e hábitos de forrageamento (ambas as espécies são predadores noturnos que se alimentam de lulas mesopelágicas previsíveis e relativamente abundantes que fazem migrações verticais diárias do fundo do mar para a superfície).
Os golfinhos-cabeça-de-melão frequentemente se associam com os golfinhos de Fraser (Lagenodelphis mangai) e também são avistados, embora menos comumente, em grupos mistos com outras espécies de golfinhos, como golfinhos rotadores, golfinhos roazes comuns (Tursiops truncatus), golfinhos de dentes rugosos (Steno bredanensis), baleias-piloto de nadadeiras curtas e golfinhos-pintados pantropicais (Stenella attenuata ).
Um caso peculiar de adoção interespecífica entre (presumivelmente) um filhote órfão de golfinho-cabeça-de-melão e uma mãe golfinho nariz de garrafa comum foi registrado na Polinésia Francesa. O filhote foi observado pela primeira vez em 2014 com menos de um mês de idade, nadando com a fêmea do golfinho nariz de garrafa e sua própria prole biológica. O filhote de golfinhos-cabeça-de-melão foi observado sendo amamentado pela fêmea do golfinho nariz de garrafa e foi avistado repetidamente com sua mãe adotiva até 2018.
Em agosto de 2017, na ilha de Kaua'i, Havaí, um híbrido entre um golfinho-cabeça-de-melão e  golfinho de dentes rugosos foi observado viajando com uma golfinho-cabeça-de-melão entre um grupo de golfinhos de dentes rugosos. O híbrido parecia superficialmente uma baleia com cabeça de melão, mas uma observação mais atenta revelou que ele tinha características de ambas as espécies e algumas características intermediárias entre as duas espécies, particularmente no formato da cabeça. O teste genético de uma amostra de biopsia de pele confirmou que o indivíduo era um híbrido entre um golfinho-cabeça-de-melão fêmea e um golfinho macho de dentes ásperos.

### Predadores
Os golfinho-cabeça-de-melão podem ser predados por grandes tubarões e orcas. Cicatrizes e feridas de mordidas não letais de tubarão-charuto (Isitius brasiliensis) foram observadas em animais selvagens e encalhados.

### Reprodução
Pouco se sabe sobre o comportamento reprodutivo do golfinho-cabeça-de-melão. A maior parte das informações vem de análises de grandes grupos de encalhe em águas japonesas, onde a maturidade sexual para mulheres é atingida aos 7 anos de idade. As fêmeas dão à luz um único bezerro a cada 3-4 anos após uma gestação de aproximadamente 12 meses. Fora do Japão, a estação de parto parece ser longa (de abril a outubro), sem um pico óbvio. Em águas havaianas, golfinhos-cabeça-de-melão recém-nascidos foram observadas em todos os meses, exceto dezembro, sugerindo que os nascimentos ocorrem durante todo o ano, mas os avistamentos de recém-nascidos atingem o pico entre março e junho. Golfinhos-cabeça-de-melão recém-nascidos foram observadas em abril e junho nas Filipinas. No hemisfério sul, o parto também parece ocorrer por um longo período, de agosto a dezembro.

### Encalhamentos
Os golfinhos-cabeça-de-melão são conhecidos por encalharem em massa, geralmente em grupos que chegam às centenas, o que indica os fortes laços sociais dentro dos rebanhos dessa espécie. Encalhes em massa de golfinhos-cabeça-de-melão foram relatados no Havaí, leste do Japão, Filipinas, norte da Austrália, Madagascar, Brasil e Ilhas de Cabo Verde. Dois desses eventos de encalhe em massa foram associados a um sonar antropogênico, associado a atividades navais no Havaí e a um sonar multifeixe de alta frequência usado para exploração de petróleo e gás em Madagascar. O encalhe em massa na Baía de Hanalei, Kaua'i, Havaí é descrito mais precisamente como um "quase-evento" de encalhe em massa, já que o grupo de mais de 150 golfinhos-cabeça-de-melão foi impedido de encalhar por intervenção humana. Os animais ocuparam as águas rasas de uma baía confinada por mais de 28 horas antes de serem conduzidos de volta a águas mais profundas por equipes de resposta a encalhe e voluntários, membros da comunidade, autoridades estaduais e federais. Sabe-se que apenas um filhote morreu nesta ocasião. A frequência de encalhes em massa de golfinhos-cabeça-de-melão parece ter aumentado nos últimos 30 anos.

### Movimento
Os golfinhos-cabeça-de-melão nadam rapidamente; eles viajam em grupos grandes e compactos e podem criar uma grande quantidade de borrifos ao emergir, muitas vezes mergulhando (pulando repetidamente para fora da superfície da água em um ângulo raso) quando viajam em alta velocidade, e são conhecidos pelo spyhopping e por pular para fora da água. Os golfinho-cabeça-de-melão podem se assustar com barcos, mas em algumas regiões se aproximam dos barcos e nadam em conjunto.

## Status da população
A população mundial é desconhecida, mas as estimativas de abundância para grandes regiões são de aproximadamente 45.000 no Oceano Pacífico tropical oriental, 2.235 no norte do Golfo do México e nas Filipinas, 920 no Mar de Sulu oriental e 1.380 no Estreito de Tañon entre Ilhas Cebu e Negros. Existem duas populações conhecidas no Havaí: uma população de aproximadamente 450 indivíduos residente em águas mais rasas do lado noroeste da Ilha do Havaí (a 'população residente Kohola') e uma população muito maior de aproximadamente 8.000 indivíduos que se move entre as principais ilhas havaianas em águas mais profundas.
Como a população residente da Ilha Havai tem um alcance restrito (os avistamentos só foram registrados no lado noroeste da Ilha do Havaí) e, às vezes, a maioria ou toda a população residente pode estar reunida em um único grupo, há alguma preocupação de que isso a população pode estar em risco de interações de pesca e exposição a ruídos antropogênicos, particularmente devido às atividades da Marinha dos EUA na região, pela ligação potencial entre sonares e eventos de encalhe em massa.

## Interações com humanos

### Pesca acidental
Pequenos cetáceos, como  golfinhos-cabeça-de-melão, são vulneráveis à pesca acidental e podem ser feridos ou mortos por meio de interações com a pesca ou enredamento em redes perdidas ou descartadas. Um pequeno número de golfinhos-cabeça-de-melão foi capturado acidentalmente na pesca com palangre que tinha como alvo o atum e o espadarte ao largo de Mayotte, e na pesca com redes de deriva (driftnet) nas Filipinas, Sri Lanka, Gana e Índia. Na pesca de cerco (purse-seine) no Pacífico tropical oriental, os golfinhos-cabeça-de-melãoo raramente são consideradas capturas acidentais. e não foram registrados na pesca de cerco no sudoeste do Oceano Índico. Os golfinhos-cabeça-de-melão exibem ferimentos como cicatrizes no corpo e desfiguração da nadadeira dorsal provavelmente devido a interações com pescarias no Havaí  e perto de Mayotte nas Ilhas do Canal de Moçambique. O pequeno número de indivíduos feridos observados perto de Mayotte sugere que as interações com a pesca com palangre pelágico nesta região são raras para esta espécie, ou que os indivíduos são mortos mais frequentemente do que feridos. Mortalidades também são prováveis em outros países onde ocorrem pescarias com redes de emalhar ou deriva, no entanto, os dados sobre captura acidental em muitas regiões são escassos. Animais capturados como captura acidental às vezes são usados como isca na pesca.

### Caçando
Indivíduos são pegos como isca ou consumo humano na pesca de subsistência de pequenos cetáceos e pesca de arpão em várias regiões, incluindo Sri Lanka, Caribe, Filipinas e Indonésia. No porto de Dixcove, em Gana, os golfinhos-cabeça-de-melão são a terceira espécie de cetáceo mais  capturada para 'carne de caça marinha' por pescadores artesanais, tanto por meio de capturas acidentais em redes de emalhar quanto por capturas direcionadas ocasionais. A pescaria japonesa já alvejou bandos de golfinhos-cabeça-de-malão ocasionalmente no passado.

### Poluição
Contaminantes ambientais provenientes de detritos de plástico, derramamentos de óleo e despejo de resíduos industriais no mar, além do escoamento agrícola de fontes terrestres, podem levar à bioacumulação em ecossistemas marinhos e representar uma ameaça para os golfinhos-cabeça-de-melão (como acontece com todas as baleias marinhas mamíferos e consumidores de alto nível trófico de vida longa). Poluentes orgânicos persistentes (POPs) , incluindo contaminantes ambientais tais como bifenilos policlorados (PCBs), pesticidas organoclorados (como dichlorodiphenyltrichloroethanes (DDT) e hexaclorociclo-hexanos (HCHS)) e compostos organobromados , tais como os éteres difenílicos polibromados (PBDEs) -são lipofílicos (solúvel em gordura) e pode se acumular na gordura dos mamíferos marinhos. Em altas concentrações, esses poluentes podem interferir na saúde geral, nos níveis hormonais e afetar os sistemas imunológico e reprodutivo. Fêmeas com altos níveis de contaminantes podem passar cargas de contaminantes através da placenta ou através da lactação da mãe para o filhote, levando à mortalidade do filhote. Amostras de gordura de golfinhos-cabeça-de-melão encalhados no Japão e no Havaí apresentaram concentrações de PCB acima dos limites considerados tóxicos. Fora do Japão, os níveis de PBDE e compostos relacionados ao clordano (CHL) na gordura aumentaram durante 1980–2000.

### Barulho
Os golfinhos-cabeça-de-melão podem ser vulneráveis a impactos de ruído antropogênico (gerado pelo homem), como aqueles associados a atividades militares de sonar, pesquisas sísmicas e operações de eco-sonda de alta potência de múltiplos feixes. Com base em eventos anteriores de encalhe ligando encalhes em massa com o sonar, os golfinhos-cabeça-de-melão parecem ser uma das espécies mais sensíveis ao sonar ativo de média frequência (1 a 10 kHz) usado em operações militares e outros tipos de sonar. Para populações associadas a ilhas, como as do arquipélago havaiano, Atol de Palmyra e as Ilhas Marquesas, exposição ao ruído antropogênico pode resultar no deslocamento de um habitat importante.

### Observações
As regiões em que os  golfinhos-cabeça-de-melão podem ser avistados com segurança são poucas, mas o Havaí, as Maldivas, as Filipinas e o leste do Caribe, especialmente em torno da Dominica, são os melhores lugares para avistá-las. A Comissão Baleeira Internacional (IWC) tem diretrizes para observação de baleias para garantir o mínimo de perturbação à vida selvagem, mas nem todos os operadores as seguem.

## Estado de conservação
O golfinho-cabeça-de-melão está listado como pouco preocupante na Lista Vermelha da IUCN. Há pouca informação disponível sobre os níveis atuais de captura acidental e caça comercial, portanto, os efeitos potenciais sobre as populações de baleias com cabeça de melão são indeterminados. A tendência atual da população é desconhecida.
A espécie está listada no Apêndice II da Convenção sobre o Comércio Internacional de Espécies da Fauna e Flora Selvagens Ameaçadas de Extinção (CITES). Na Austrália, existem medidas domésticas mais rígidas para o comércio de cetáceos, e todas as espécies são tratadas como se estivessem listadas no Apêndice I. A baleia com cabeça de melão está incluída na Convenção sobre a Conservação de Espécies Migratórias de Animais Selvagens (CMS), no Memorando de Entendimento sobre a conservação do Peixe-boi e Pequenos Cetáceos da África Ocidental e da Macaronésia (MoU dos Mamíferos Aquáticos da África Ocidental) e no Memorando de Entendimento para a Conservação dos Cetáceos e seus Habitats na Região das Ilhas do Pacífico (MoU dos Cetáceos do Pacífico). Como acontece com todas as outras espécies de mamíferos marinhos, a baleia com cabeça de melão é protegida nas águas dos Estados Unidos pela Lei de Proteção de Mamíferos Marinhos (MMPA).